# アイルランド王国

アイルランド王国
Ríocht na hÉireann

アイルランド王国の位置（1789年）

アイルランド王国（アイルランドおうこく、アイルランド語: Ríocht na hÉireann、英語: Kingdom of Ireland）は、アイルランド島に存在した王国である。終始イングランド王国（のちグレートブリテン王国）との同君連合の下にあったが、事実的にはイングランド王による自称であった。しかし1694年以降は実効支配下に置かれた従属国となった。

## 歴史
1541年、イングランド王ヘンリー8世が、形式的にはアイルランド議会の決議に基づき、それまでの称号であったアイルランド卿（Lord of Ireland）に代えてアイルランド王（King of Ireland）を自称したのが始まりとされている。これは、ローマ教皇の宗主権（名目上のものではあったが）の否定と統治権の正当性の新たな根拠の確立、そしてアイルランドの支配体制の抜本的な改革の意思表示といえるものであった。ただし、これはイングランド側からの一方的な宣言で、当時アイルランドを実際に支配していた有力諸侯たちはこれをすぐ認めたわけではない。しかし両国の勢力格差は歴然で、以後イングランドからの入植と支配の強化が進み、アイルランドはイングランドの植民地化していった。アイルランドがイングランドの勢力下に完全に置かれたのは護国卿時代（1649年 - 1660年）、1652年のオリバー・クロムウェルによる遠征以後で、さらにウィリアム3世の1694年のアイルランド遠征によって一応の完結となったのである。
ヘンリー8世以前にもエドワード・ブルース（スコットランド王ロバート1世の弟）などアイルランド上王を称する人物はいたが、ヘンリー8世以後は歴代のイングランド王（のちにグレートブリテン王）がアイルランド王の称号を兼ねることとなった。
ジョージ3世の時代、1800年の合同法制定を経て、翌1801年にグレートブリテン王国と合同してグレートブリテン及びアイルランド連合王国が成立し、アイルランド王国は消滅した。

## 歴代君主
- テューダー朝
  - ヘンリー8世　（兼イングランド王）
  - エドワード6世　（兼イングランド王）
  - メアリー1世　（兼イングランド女王）
  - エリザベス1世　（兼イングランド女王）
- ステュアート朝
  - ジェームズ1世　（兼イングランド王、スコットランド王）
  - チャールズ1世　（兼イングランド王、スコットランド王）
- 護国卿
  - オリバー・クロムウェル　（イングランド、スコットランドおよびアイルランドの護国卿）
  - リチャード・クロムウェル　（イングランド、スコットランドおよびアイルランドの護国卿）
- 復興ステュアート朝
  - チャールズ2世　（兼イングランド王、スコットランド王）
  - ジェームズ2世　（兼イングランド王、スコットランド王）
  - メアリー2世　（兼イングランド女王、スコットランド女王）
  - ウィリアム3世　（兼イングランド王、スコットランド王、オラニエ公、オランダ総督）
  - アン　（兼イングランド女王、スコットランド女王→合同によりグレートブリテン女王）
- ハノーヴァー朝
  - ジョージ1世　（兼グレートブリテン王、ハノーファー選帝侯）
  - ジョージ2世　（兼グレートブリテン王、ハノーファー選帝侯）
  - ジョージ3世　（兼グレートブリテン王、ハノーファー選帝侯）
→グレートブリテン及びアイルランド連合王国国王へ